# Ангел Ангелов (художник)
Вижте пояснителната страница за други личности с името Ангел Ангелов.
Ангел Димитров Ангелов (граф Анджелоти) е български художник.

## Биография
Ангел Ангелов е роден на 17 март 1923 г. в София. Завършва Първа мъжка гимназия и постъпва в Художествената академия в София. Бомбардировките над София през януари 1944 г. прекратяват временно занятията. Организирани са летни семестри по различни места из България – Ангел Ангелов избира Кюстендил, заедно с Генко Генков, Тамара Паспалеева, Кирил Ваклинов (убит малко по-късно като набеден за привърженик на буржоазната власт), Анри Алкалай и др., където семестъра се води от проф. Кирил Цонев. Завършва класа на проф. Дечко Узунов през 1948 г.
Ангелов работи и като статист или артист в малки роли в Народния театър „Иван Вазов“, другарува с артистите Иван Димов и Константин Кисимов.
Мобилизиран в Школата за запасни офицери, той остава на военна служба до началото на 50-те години, когато е уволнен като неблагонадежден политически. Но фактически художникът поставя началото на творческия живот на Военния клуб в столицата (ЦДНА), организира първата театрална трупа там (именно тя прераства в днешния Театър „Българска армия“). От това време му остава прякора, граф Анджелоти. Има извършени скокове с парашут, добре борави с оръжия...
Автор е на романа „Черните кръстове“ с тема за сраженията между латинските кръстоносци и цар Калоян. Поставя сценографиите на пиесата „Калоян“ от Камен Зидаров (1970) и „Боянският Майстор“ от Стоян Загорчинов (1964). Прави редица монументални пана в Япония, Италия, САЩ, Канада, Швейцария с мотиви от тракийската митология и народните приказки. Особено популярно е паното му от речни камъни пред входа на Архитектурния резерват „Етъра“ край Габрово. Илюстрира книгите „Велик род сме ние“ от Уилям Сароян и „Слънчевото зайче“ на Емилиян Станев. Известно време работи като книгооформител и илюстратор в Италия. Много добър майстор на стилизираната рисунка, с вещина постига образността в природата.
Автор е на монографии върху творчеството на художниците Димитър Гюдженов (1968) и Георги Атанасов (1965), както и исторически и художествен анализ на църквата „Св. Никола“ в гр. Елена (1969).
В края на своя живот Ангел Ангелов прави серия графики със сюжети от тракийската митология. Публикува и много исторически изследвания за връзките между траките и населението на Апенинския полуостров (етруските), за запазване паметта към редица патриотични събития и институции.
Известна е историята от периода на номенклатурните управления в СБХ, когато братът на художника, строителен инженер, прави икономии и построява върху огромен блок в „Младост“ 1 многофункционални художествени ателиета, които предоставя на СБХ. Те си ги разпределили като забравили, че и Ангел Ангелов, по молба на брат му, би трябвало да фигурира там.
Почива на 17 ноември 2008 г. в София.